# Trilogía Illuminatus!
Illuminatus! (título original: The Illuminatus! Trilogy) es una trilogía  escrita por Robert Anton Wilson y Robert Shea, publicada por primera vez en 1975.

## Descripción
La trilogía es una sátira posmoderna influenciada por la ciencia ficción y por las teorías de la conspiración. Se habla sobre las drogas psicotrópicas, el sexo y la magia. Estos volúmenes son ficciones y hechos históricos, vinculados a versiones de la secta Illuminati. La narrativa no lineal oscila entre el punto de vista narrativo de la primera a la tercera persona. Los libros se centran en varios temas como el discordianismo, la numerología  y la contracultura. 
La trilogía incluye The Eye in the Pyramid, The Golden Apple y Léviathan. En 1975 se publicaron como tres volúmenes por separado. En 1984, se publicaron en un tomo único, formato en el que se continua editando. 
Fue escrita por Robert Anton Wilson junto a Robert Shea.

## Argumento

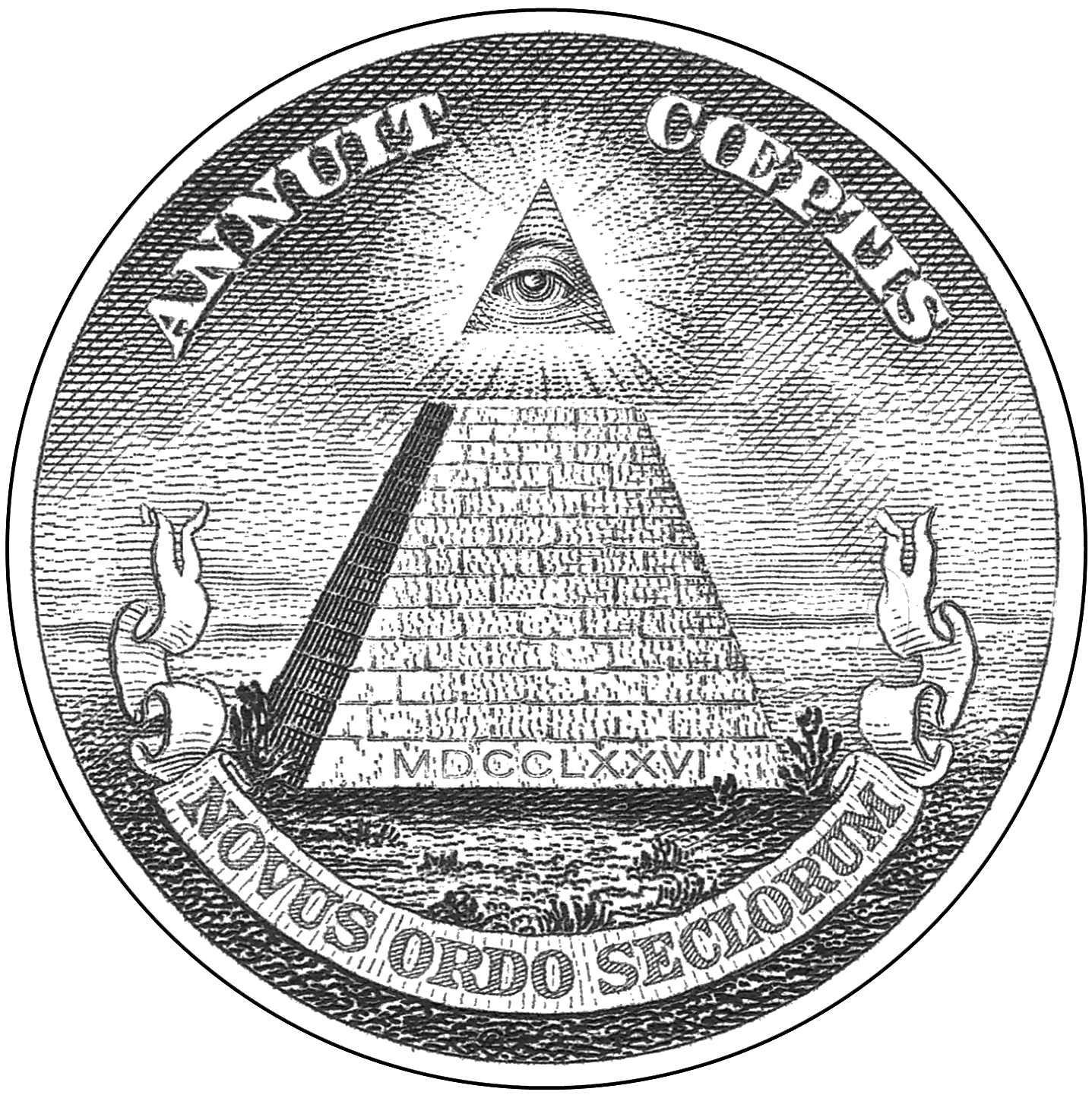
El ojo sobre la pirámide que todo lo ve, representado en los billetes del dólar americano y símbolo que representa a los Iluminati.

La trilogía comienza con una investigación realizada por dos detectives de Nueva York (Saul Goodman y Barney Muldoon) sobre el bombardeo de Confrontation, una revista de izquierdas y la desaparición de su editor, Joe Malik. A través de la investigación sobre el asesinato de John F. Kennedy,  Robert F. Kennedy  y  Martin Luther King, los dos cómplices siguen una búsqueda del tesoro que dejó notas que sugieren la participación de poderosas sociedades secretas. Poco a poco se ven arrastrados a una multitud de teorías de conspiración. 
Mientras tanto, un periodista de la revista, George Dorn, que ha perdido todo el apoyo de la derecha es arrestado por posesión de drogas. Está encarcelado y amenazado físicamente y termina teniendo alucinaciones sobre su propia ejecución. La prisión fue bombardeada y salvada por los discordianos, una religión satírica fundada en 1957, y liderados por el enigmático Hagbard Céline, capitán de un submarino de oro. Hagbard representa a los discordianos en su eterna batalla contra los Illuminati, la organización conspirativa que controla secretamente el mundo, financiada mediante el contrabando de sustancias ilícitas.